# Phán quyết
Một phán quyết, theo nghĩa chung nhất, là một quyết định cuối cùng, dựa trên đánh giá của những thông tin có sẵn. Quyền được phán quyết có thể do một cá nhân hoặc một tập thể đưa ra, có ảnh hưởng lớn tới cách xử lí một vấn đề được đem ra thảo luận, khiến những người khác phải tuân theo.
Trong ngữ cảnh của luật pháp, phán quyết có thể hiểu là một quyết định, kết luận, tuyên bố hoặc phán quyết cuối cùng, đưa ra một chân lí có giá trị pháp lí, dựa trên bằng chứng, quy tắc và án lệ, từ này thường được sử dụng trong bối cảnh xét xử của một toà án. Trong  tâm lý học, phán quyết ám chỉ một cách không chính thức đến năng lực nhận thức, khả năng xử lí tình huống của một người và có thể coi là một biểu hiện của trí tuệ. Cụ thể hơn nữa, năng lực phán quyết và ra quyết định (Judgement and Decision–making — JDM) là một quá trình nhận thức mà qua đó cá nhân lý luận, đưa ra quyết định và hình thành quan điểm, niềm tin.

## Quan điểm tâm lý học
Trong tâm lý học nhận thức (cũng như trong các lĩnh vực khác của tâm lý học), xảy ra phán quyết là một phần một quá trình nhận thức mà qua đó cá nhân lý luận, đưa ra quyết định và hình thành quan điểm, niềm tin. Quá trình này bao gồm đánh giá thông tin, xem xét bằng chứng, đưa ra những lựa chọn, phương hướng, và đi đến kết luận. Quá trình đi đến mội phán quyết thường bị ảnh hưởng bởi những thiên kiến nhận thức, hoặc bởi cách tiếp cận kiểu heuristics, kinh nghiệm có sẵn, môi trường xã hội, năng lực của con người (như khả năng số học, tư duy xác xuất), và tính cách, cảm tính (như khuynh hướng ưu tiên lý luận phân tích). 
Đề tài về cách con người đưa ra "phán quyết" và "quyết định" cũng được đem ra nghiên cứu, tiêu biểu là Hiệp hội Phán quyết và Ra Quyết định, một tổ chức học thuật liên ngành chuyên nghiên cứu các lý thuyết quy phạm, mô tả và quy định về quyết định; nghiên cứu của họ được đăng tải lên tạp chí bình duyệt riêng, Judgment and Decision Making hàng tháng, kể từ 2006.

## Quan điểm của Aristotle
Aristotle nhận thấy rằng năng lực phán đoán tồn tại dưới hai hình thức: đưa ra mệnh đề và suy nghĩ về các định nghĩa. Ông định nghĩa hai năng lực này theo cách riêng biệt. Việc đưa ra một mệnh đề như là kết quả của phán đoán có thể là khẳng định hoặc phủ định điều gì đó; và nó nhất định phải đúng hoặc sai. Trong một phán đoán, người ta khẳng định một mối quan hệ nhất định giữa hai sự vật, hoặc phủ nhận rằng mối quan hệ đó tồn tại. Những loại định nghĩa mang tính phán đoán là những định nghĩa được hình thành từ sự giao thoa của hai hay nhiều ý tưởng, chứ không chỉ đơn thuần là những ví dụ quen thuộc — tức là các định nghĩa cấu thành.

## Trong tôn giáo

### Tôn giáo Abraham
Khái niệm "Phán quyết cuối cùng" là một trong những khái niệm trung tâm của Các tôn giáo khởi nguồn từ Abraham, bên cạnh đó, khái niệm này cũng tương đương với "Frashokereti" trong Hoả giáo

### Thiên chúa giáo
Trong Phúc âm Matthew, Chúa Jesus đã từng răn dạy các môn đồ của mình khi giảng đạo cho họ trên núi: 
Anh em đừng xét đoán, để khỏi bị Thiên Chúa xét đoán, vì anh em xét đoán thế nào, thì anh em cũng sẽ bị Thiên Chúa xét đoán như vậy; và anh em đong đấu nào, thì Thiên Chúa cũng sẽ đong đấu ấy cho anh em (Matthew 7:1–5).